# Ірано-пакистанські відносини

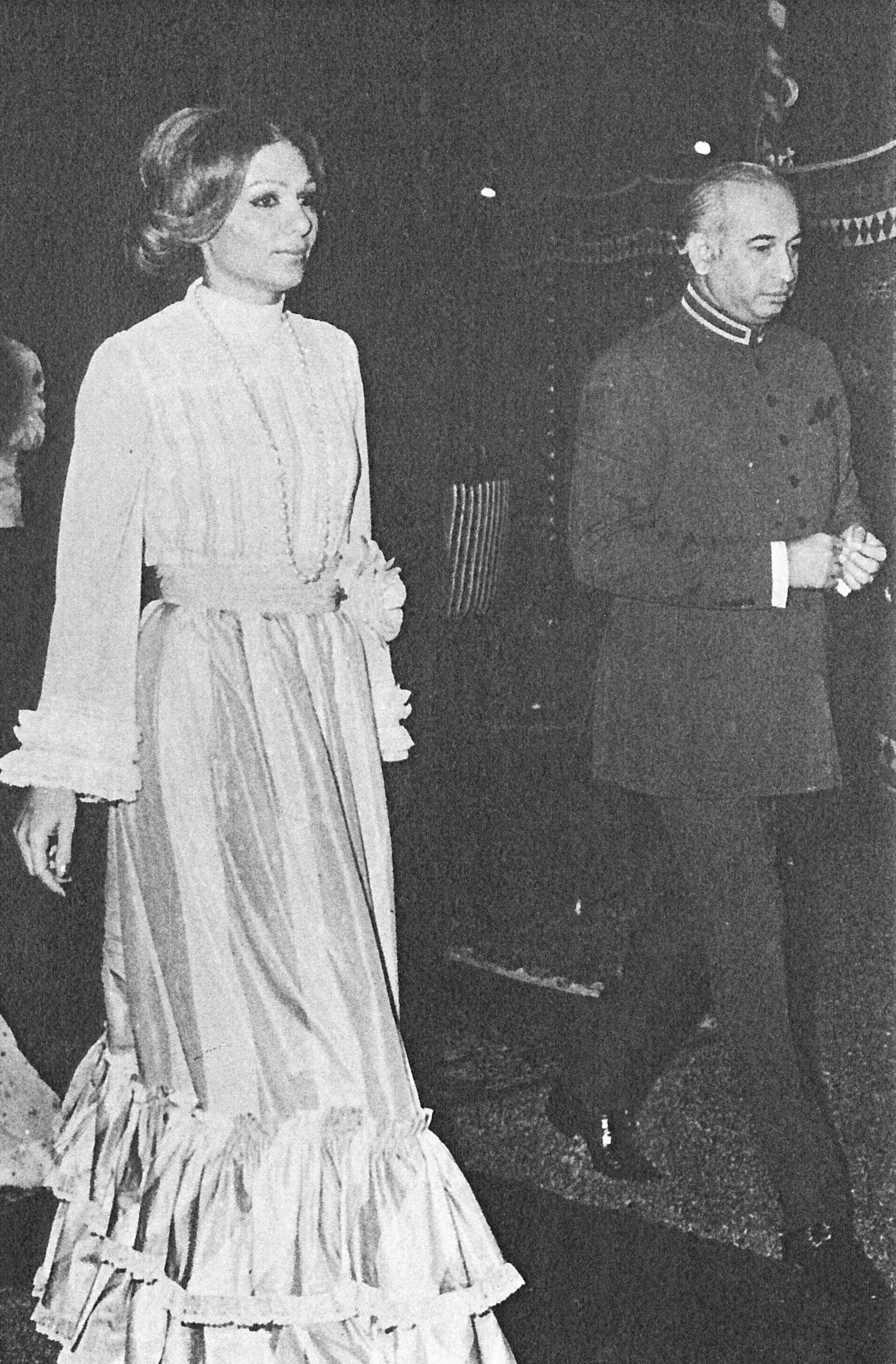
Зульфікар Алі Бхутто на зустрічі з імператрицею Ірану Фарах Пахлаві, 1972

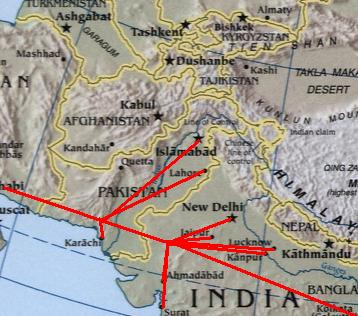
Проєкт трубопроводу Індія-Пакистан-Іран

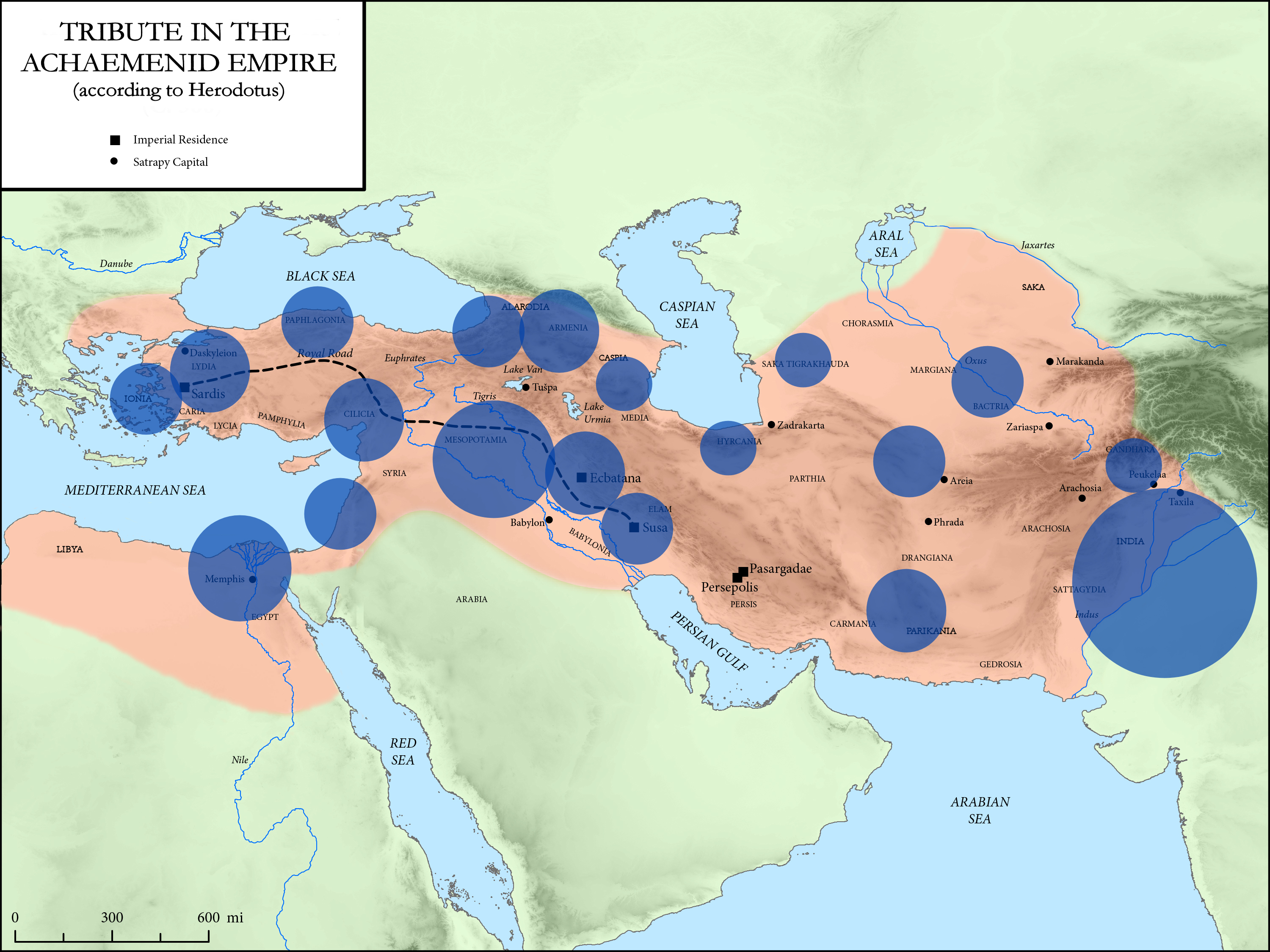
Мапа, що вказує на розподіл податкових надходжень імперії Ахеменідів, відповідно до грецького історикка Геродота

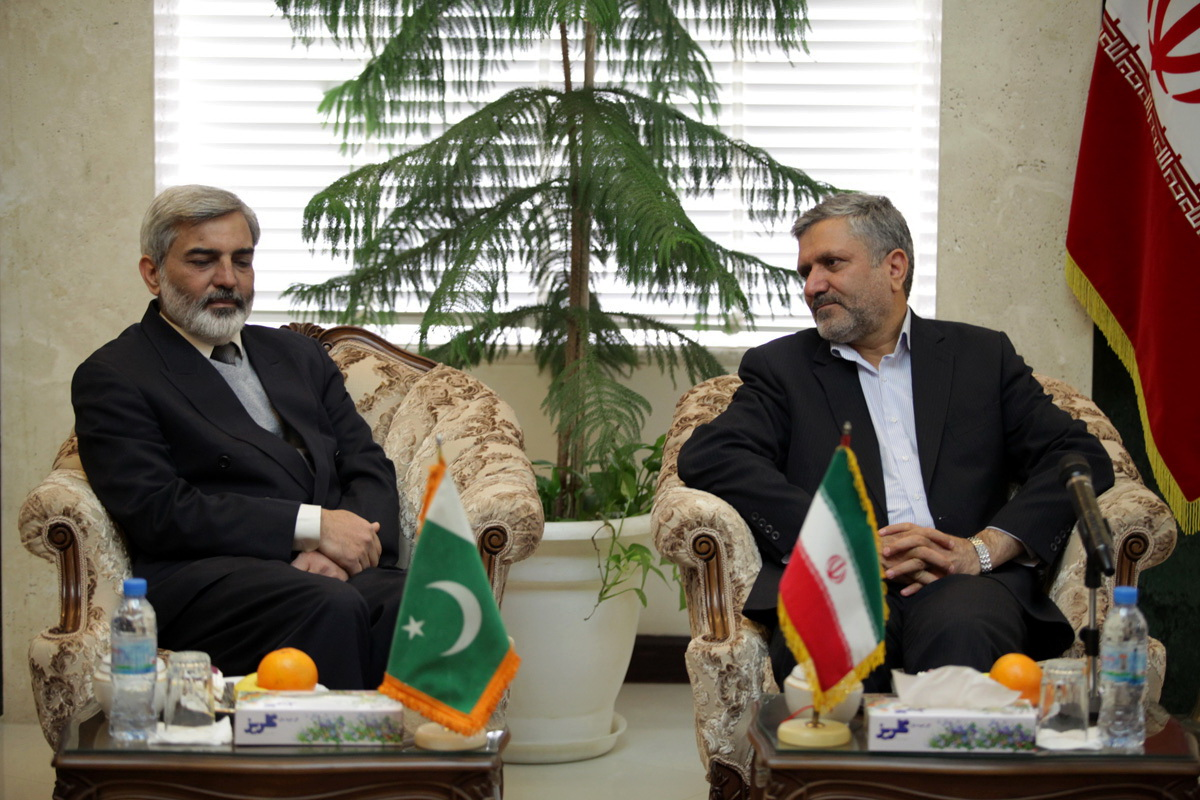

Ірано-пакистанські відносини — двосторонні дипломатичні відносини між Іраном і Пакистаном. Протяжність державного кордону між країнами становить 959 км.

## Історія
У серпні 1947 встановлено дипломатичні відносини між країнами, Іран став першою країною у світі, яка визнала суверенний статус Пакистану. 
У 1955 Пакистан разом з Іраном, Іраком і Туреччиною вступили в Багдадський пакт, який в 1959 після виходу Іраку перейменований в Організацію центрального договору.
Пакистан та Іран налагодили тісне економічне співробітництво, яке вийшло на перший план, хоча спочатку метою Організації центрального договору було створення оборонного союзу.
У 1979 в Ірані відбулася Ісламська революція, уряд шахіншаха Мохаммеда Рези Пехлеві повалено і нова іранська влада ухвалила рішення вийти з Організації центрального договору.
У період Холодної війни країни намагалися розвивати відносини: Іран підтримав Пакистан у його конфлікті з Індією, а Пакистан, у свою чергу, надав військову допомогу Ірану під час Ірано-іракської війни.
У 2000-х ірано-пакистанські відносини продовжили зміцнюватися в економічному та військовому плані. Іранські та пакистанські війська спільно беруть участь у боротьбі з наркотрафіком, белуджськими сепаратистами та талібами вздовж їхнього спільного кордону.
У 2013 BBC World Service Poll провів опитування в Пакистані, за результатами якого з'ясувалося, що 76% пакистанців оцінюють політику Ірану позитивно. Це робить Пакистан найбільш проіранською країною у світі.
У січні 2024 року Іран завдав ракетного удару по базах «Джаїш аль-Адль», яка розташована в пакистанської провінції Белуджистан. Уряд Пакистану засудив напад і заявив, що Іран вбив двох дітей. Пакистан відкликав з Тегерана свого посла. Через день Пакистан завдав удару у відповідь по базах ВАБ на території Ірану. Незабаром відносини між двома країнами були нормалізовані.

## Економічні та енергетичні відносини
У 2005-2009 обсяг двосторонньої торгівлі збільшився майже на 1 мільярд доларів США (з 500 млн. до 1,4 млрд. доларів США).
29 січня 2013 генеральний консул США Майкл Додман пригрозив Пакистану економічними санкціями, якщо він не відмовиться від співпраці з Іраном в енергетичній сфері.
У 2014 мало бути завершено будівництво газопроводу з Ірану до Пакистану.
У 2016 уряди обох країн оголосили про те, що планують за 5 років довести обсяг товарообігу до 5 млрд. доларів. доларів США.
Обидві країни є членами Ісламської вісімки, Організації економічного співробітництва (ОЕС) та спостерігачами в Шанхайській організації співробітництва (ШОС).